# 後藤昌次郎
後藤 昌次郎（ごとう しょうじろう、1924年1月15日 - 2011年2月10日）は岩手県出身の弁護士（東京弁護士会所属）。

## 来歴・人物
岩手県和賀郡黒沢尻町（現・北上市）生まれ。旧制黒沢尻中学校（現岩手県立黒沢尻北高等学校）卒業、旧制第一高等学校文科および理科卒業、東京大学法学部を経て、1954年に弁護士となる。
かかわった主な事件として松川事件、八海事件、青梅事件、土田・日石・ピース缶爆弾事件、警視総監公舎爆破未遂事件、日大闘争警官傷害致死事件などがある。1992年に東京弁護士会人権賞受賞した。神戸連続児童殺傷事件では冤罪を主張しており、A少年を偽計による「自白調書」で逮捕・勾留した警察官・検察官を告発している。
草笛を趣味としていた。
松川事件の弁護活動中、収入が乏しく、四畳半一間で妻と子どもと生活している中で股関節炎の手術を行うために生活保護法の医療扶助を受けたため、「生活保護を受けながら刑事弁護を行った人物」と評判になるが、実は医療扶助のみを受けたことが大げさに伝わったと自ら訂正した。
2011年2月10日、慢性心不全・腎不全のため東京都三鷹市の病院で死去。87歳没。

## 著書・編著
- 『誤まった裁判 八つの刑事事件』（上田誠吉共著 岩波新書、1960年）
- 『労働者の法律問題』（岩波新書、1963年2月）, , ,
- 『冤罪』（岩波新書、1979年4月）ISBN 4004200814
- 『無実 冤罪事件に関する12章』編（三一書房、1980年10月
- 『裁判を闘う』（毎日新聞社、1984年2月）ISBN 462030431X
- 『真実は神様にしかわからない、か』（毎日新聞社、1989年12月）ISBN 4620307068
- 『陪審制度を考える』陪審裁判を考える会（後藤編）岩波ブックレット、1991年3月）
- 『野人弁護士がゆく』（太田出版、1994年10月）ISBN 4872331885
- 『神戸酒鬼薔薇事件にこだわる理由 「A少年」は犯人か』（現代人文社、2005年1月）ISBN 4877982396
- 『この人を見よ 後藤昌次郎の生涯』1-3 （日本評論社、2010年3月）